# Dia das Glórias Navais
O Dia das Glorias Navais é um data comemorativa chilena referente a duas batalhas navais ocorridas em 21 de maio de 1879: o Iquique, onde o Comandante Arturo Prat morreu junto com todo o pessoal da corveta Esmeralda, afundado pelo monitor peruano Huáscar sob o comando do capitão Miguel Grau Seminario; e Punta Gruesa, onde a escuna Covadonga, comandada por Carlos Condell, encalhou a fragata blindada peruana Independencia, comandada por Juan Guillermo Moore, nas rochas de Punta Gruesa.